# Almiserà
Almiserà là một đô thị ở comarca Safor cộng đồng Valencia, Tây Ban Nha. Đô thị này có diện tích 7,44 km², dân số thời điểm năm 2006 là 273 người.